# Nyctemera marcida
Nyctemera marcida là một loài bướm đêm thuộc phân họ Arctiinae, họ Erebidae.